# The Color of Time
The Color of Time ist eine US-amerikanische Filmbiografie über C. K. Williams aus dem Jahr 2012. Sie wurde von zwölf Filmstudenten der New York University geschrieben und realisiert.

## Inhalt
In elf Gedichten des US-Lyrikers C. K. Williams reist man zurück in einzelne Lebensstationen des Schriftstellers: Die Kindheit in den 1950er Jahren mit dem strengen Vater und der liebevollen Mutter, die erste Freundin, Partys in der Jugend mit Drogen, die Geburt des Sohnes, die Angst um die Familie bei dem Reaktorunfall im Kernkraftwerk Three Mile Island.

## Regisseure und Autoren
Die zwölf Regisseure, welche gleichzeitig Drehbuchautoren sind: Edna Luise Biesold, Sarah-Violet Bliss, Gabrielle Demeestere, Alexis Gambis, Shruti Ganguly, Brooke Goldfinch, Shripriya Mahesh, Pamela Romanowsky, Bruce Thierry Cheung, Tine Thomasen, Virginia Urreiztieta, Omar Zúñiga Hidalgo.

## Kritik
Kino.de meint: „Der Schauspieler James Franco versammelt Filmhochschüler und A-Listen-Stars zur Würdigung des Poeten.“